# Ischnocampa ferrea
Ischnocampa ferrea är en fjärilsart som beskrevs av Paul Dognin 1914. Ischnocampa ferrea ingår i släktet Ischnocampa och familjen björnspinnare. Inga underarter finns listade i Catalogue of Life.